# Bałbaj Dordokow
Bałbaj Dordokow (kirg. Балбай Дордоков; ur. 1996) – kirgiski zapaśnik walczący w stylu klasycznym.
Zajął piąte miejsce w indywidualnym Pucharze Świata w 2020. Ósmy na mistrzostwach Azji w 2022. Trzeci na MŚ U-23 w 2018, a także na MŚ kadetów w 2012 roku.